# Реакція Реппе
Реакції Реппе (англ. Reppe reaction, англ. Reppe chemistry) — група з чотирьох реакцій, запропонованих німецьким хіміком Вальтером Реппе, з використанням ацетилену як сировини для синтезу інших продуктів в присутності металів-каталізаторів.

## Вінілюваннясполук із рухомим атомом водня
Приєднання до ацетилену спиртів, амінів і тіолів у присутності лужних каталізаторів із утворюванням відповідних вінілпохідних - вінілових етерів, ттіоетерів і єнамінів:
HC≡CH + HX — KOH→ XCH=CH2
де X — OR, SR, NR2.
Реакція була відкрита Реппе, коли він в пошуках методів синтезу вінілових етерів успішно спробував здійсніти заміщення хлору у вінілхлориді дією алкоголятів лужних металів. Згідно із розумінням реакційної здатності вінілгалогенідов того часу така взаємодія мала вести до елімінування Cl- із утворенням ацетилену, але продуктом реакції стали продукти заміщення хлору. Тоді Реппе спробував провести реакцію ацетилену із спіртами в умовах лужного каталізу, ці експерименти призвели до відкриття методу синтезу вінілових етерів взаємодією ацетилену із спиртами під тиском при ~120 °C d в присутності основ. 
Нині ця реакція є основним промисловим методом синтезу алкілвінілових етерів. У ранніх промислових процесах вінілювання спиртів по Реппе використовувався розчин KOH у відповідному спирті, в цей розчин пропускався ацетилен. Умови реакції - температура, тиск і крнцентрація KOH залежать від обраного спирту. Так, для синтезу метилвінілового етеру температура реакційної суміші  складає ~160 °C, тиск - 20 бар, концентрація KOH - 20%. В сучасних варіантах процесу використовуються апротонні розчинники, які здатні координувати катіони лужних металів (діметилсульфоксид, гексаметилфосфотриамід), температура проведення реакції - 70-140 °C, тиск - 1-20 бар, концентрація гідроксиду лужного металу - 10-100 мол. %. Найбільш ефективним каталізатором є гідроксид цезію, який отримують in situ із безводних CsF і LiOH або NaOH. 
Використання CsOH найбільш ефективно для синтезу дівінілпохідних із діолів: так, вінілювання 1,4-бутандіолу ацетиленом при атмосферному тиску при 100 °C в 20 мол. % розчині CsF/NaOH в діметилсульфоксиді веде до виходу дівінілового етеру у 86%, в той час як використання KOH за тих же умов веде до 10% виходу етера.
Вінілювання піролідону є промисловим методом синтезу вінілпіролідону, полімерізацієй якого отримують полівінілпіролідон.

## Карбонілюванняалкінівтаалкенів
Карбонілювання сполук за Реппе - трикомпонентна реакція за участі алкіну або алкену, CO та О-нуклеофіла з рухомим атомом водню (води, спирта, карбонової кислоти), продуктом якої є карбонові кислоти, етери або ангідриди карбонових кислот:
RCH=СH2 + CO +  XOH {\displaystyle \to } RCH2-СH2COX
X = OH, OR, OCOR
Реакція каталізується карбонілами металів VIII групи і може бути проведена у двох варіантах - стехіометричному, коли карбоніл є джерелом CO і каталітичному, коли карбоніл металу застосовується у каталітичній кількості. У початковому варіанті карбонілування алкінів Реппе використовував каталіз Ni(CO)4 (II), він запропонував стехіометричний метод як метод лабораторного синтезу. Згодом було показано, що найбільш ефективними каталізаторами є комплекси кобальту і паладію.

## Циклоолігомеризація ацетиленів
Циклоолігомеризація ацетиленів у арени й циклополіолефіни в присутності нікелевих каталізаторів. Зокрема, в реакції Нікель (II) відіграє роль реакційного центру, де молекули ацетилену займають чотири суміжні позиції, реагуючи між собою з отриманням продукту.
Якщо завершальний ліганд, такий як Трифенілфосфін присутній в достатній кількості, щоб зайняти координаційний центр синтезу, місце залишається вільним лише для трьох молекул ацетилену, з утворенням бензолу.